# Варежка
„Варежка“ е съветски куклен анимационен филм на режисьора Роман Качанов, издаден от студиото „Союзмультфильм“ на 5 юни 1967 г.

## Награди
- МФФ в Москва – сребърен медал в конкурса за детски филми (1967)
- Международен филмов фестивал в Анеси – първа награда (1967)
- Международен филмов фестивал за деца и младежи в Хихон – награда на град Хихон „За високо художествено качество на анимацията“ (1968)
- Международен филмов фестивал за деца и младежи в Хихон – голямата награда „Златна плоча“ (1968)
- III Всесъюзен филмов фестивал – първа награда (1968)